# Liste der Monuments historiques in Guiclan
Die Liste der Monuments historiques in Guiclan führt die Monuments historiques in der französischen Gemeinde Guiclan auf.

## Liste der Bauwerke
| Bezeichnung      | Beschreibung | Standort | Kennzeichnung | Schutzstatus | Datum | Bild           |
| ---------------- | ------------ | -------- | ------------- | ------------ | ----- | -------------- |
| Kirche St-Pierre |              | (Lage)   | PA00089987    | Inscrit      | 1932  | weitere Bilder |
| Höhle Roc’h Toul |              | (Lage)   | PA00089988    | Classé       | 1913  | weitere Bilder |

## Liste der Objekte
- Monuments historiques (Objekte) in Guiclan in der Base Palissy des französischen Kultusministeriums